# Stichocrepis
Stichocrepis is een geslacht van vliesvleugeligen uit de familie Pteromalidae. De wetenschappelijke naam van dit geslacht is voor het eerst geldig gepubliceerd in 1860 door Förster.

## Soorten
Het geslacht Stichocrepis is monotypisch en omvat slechts de volgende soort:
- Stichocrepis armata Förster, 1860